# Снежана Стамеска
Снежана Стамеска (на македонска литературна норма: Снежана Стамеска) е северномакедонска телевизионна, филмова и театрална актриса.

## Биография
Родена е на 1 януари 1946 година в град Скопие, тогава в Федеративната народна република Югославия, днес в Северна Македония. Завършва Театралната академия в Белград в 1970 година и веднага след дипломирането си е назначена в Скопския драматичен театър, където множество забележителни роли. Освен там, Стамеска играе в Македонския народен театър, Градския театър - Скопие, Детския театрален център и други.
Освен в театъра, Стамеска играе много роли в телевизионни сериали и филми, сред които „Жажда“ (1971), „Комедијанти“ (1984), „Солунски патрдии“ (1985), „Трст виа Скопје“ (1987), „Во светот на бајките“ (1995) и много други.
За големия си принос в театралното изкуство е награждавана многократно. Ролите ѝ са оценени високо както от публиката, така и от критиците. Сред наградите, с които е отличена са Златен лавров венец за най-добър актьор на фестивала „Малки и експериментални сцени“ за ролята на Лица в пиесата „Освобождение на Скопие“ (Сараево, 1979); Награда за актьорско майсторство на Македонския театрален фестивал „Войдан Чернодрински“ за ролята на Вера в пиесата „Среќна Нова '49“ (Прилеп, 1985); Награда за най-добро актьорско постижение на шоуто „Екран“ за ролята на Зоя в пиесата „Зојкиниот стан“ (1987); Награда на фестивала „Стериино позорие“ за най-добър актьор за ролята на Мика в пиесата „Сили във въздуха“ (Нови Сад, 1989); Награда за най-добро актьорско постижение на шоуто „Екран“ за ролята на Ана Петровна Войничева в пиесата „Платонов“ (2000). В 2002 година е отличена с високата държавна награда „Единадесети октомври“.